# Billboard Music Award for Top Christian Artist
Der Billboard Music Award for Top Christian Artist wird im Rahmen der Billboard Music Awards an erfolgreiche Künstler der Christlichen Popmusik verliehen. Erstmals 1998 eingeführt, pausierte der Award bis zu den Billboard Music Awards 2011 und wird seitdem jährlich verliehen. Am häufigsten gewann Lauren Daigle.

## Winners and nominees
| Jahr | Musiker           | Nominierungen                                                               | Ref.  |
| ---- | ----------------- | --------------------------------------------------------------------------- | ----- |
| 1998 | LeAnn Rimes       |                                                                             | [ 1 ] |
| 2011 | Chris Tomlin      | - Casting Crowns - MercyMe - Skillet - TobyMac                              | [ 2 ] |
| 2012 | Casting Crowns    | - Laura Story - Chris Tomlin - MercyMe - Skillet                            | [ 3 ] |
| 2013 | TobyMac           | - Casting Crowns - MercyMe - Chris Tomlin - Matt Redman                     | [ 4 ] |
| 2014 | Chris Tomlin      | - Mandisa - Skillet - TobyMac - Matthew West                                | [ 5 ] |
| 2015 | Hillsong United   | - Casting Crowns - Lecrae - MercyMe - Newsboys                              | [ 6 ] |
| 2016 | Hillsong United   | - Casting Crowns - Lauren Daigle - MercyMe - Chris Tomlin                   | [ 7 ] |
| 2017 | Lauren Daigle     | - Chris Tomlin - Hillary Scott & the Family - Hillsong Worship - Skillet    |       |
| 2018 | MercyMe           | - Elevation Worship - Hillsong United - Hillsong Worship - Zach Williams    |       |
| 2019 | Lauren Daigle     | - For King & Country - Hillsong Worship - MercyMe - Cory Asbury             |       |
| 2020 | Lauren Daigle     | - Elevation Worship - For King & Country - Hillsong Worship - Kanye West    |       |
| 2021 | Elevation Worship | - Casting Crowns - For King & Country - Carrie Underwood - Zach Williams    |       |
| 2022 | Ye                | - Lauren Daigle - Elevation Worship - For King & Country - Carrie Underwood |       |

## Mehrfachgewinner und -nominierte

### Mehrfachgewinner
3 Siege
- Lauren Daigle

2 Siege
- Hillsong United,
- Chris Tomlin

### Mehrfachnominierungen
8 Nominierungen
- For King & Country

6 Nominierungen
- Casting Crowns

5 Nominierungen
- Chris Tomlin
- Lauren Daigle

4 Nominierungen
- Hillsong United
- Elevation Worship

3 Nominierungen
- Skillet

2 Nominierungen
- TobyMac